# Patrick Bauchau
Pour les articles homonymes, voir Bauchau.
Patrick Bauchau est un acteur belge francophone, né le 6 décembre 1938 à Etterbeek.

## Biographie
| Images externes |                                             |
|                 | Portrait de Patrick Bauchau                 |
|                 | Photos de Patrick Bauchau sur des tournages |

### Origines et formation
Né de Henry Bauchau, écrivain, psychanalyste et philosophe, et de Mary (née Kozyrev) d'origine russe, éducatrice puis directrice d'une maison d'édition, Patrick Bauchau fréquente l'université d'Oxford et étudie les langues modernes : en plus du français, il parle l'anglais, l'espagnol, l'italien, l'allemand et un peu de russe et de néerlandais.

### Carrière
En tant qu'acteur, il débute dans le cinéma français de la nouvelle vague. Sa carrière recouvre la période des années 1960 à nos jours, mais il s'est offert une courte pause dans les années 1970.
Il a joué dans divers films et téléfilms, parmi lesquels La Collectionneuse d'Éric Rohmer, Dangereusement vôtre (A View to a Kill, un film de la suite des James Bond), la série américaine Le Caméléon (The Pretender, où il incarne Sydney), Kindred : Le Clan des maudits (une série télévisée d'histoires de vampires en huit épisodes), Nestor Burma (série télévisée franco-suisse) et Columbo, dans les deux cas pour un épisode, Panic Room, ou encore la série télévisée La Caravane de l'étrange. Il apparaît en 2004 dans Ray, un film biographique sur Ray Charles où il incarne le docteur Hacker puis, en 2007 dans la série Mystère diffusée par TF1.
Ses rôles les plus connus sont ceux d'Adrien dans La Collectionneuse (film dont il a coécrit les dialogues), Sydney dans la série Le Caméléon de 1996 à 2001, Archon dans la série Kindred : Le Clan des maudits (1996), Scarpine dans Dangereusement vôtre (1985) ainsi que le prince Scotti dans Le Maître de musique (1988). 
En 2009, il incarne Roland Picard, directeur du Louvre dans le film 2012 de Roland Emmerich. Il est apparu aux côtés de Sylvia Kristel et de Mia Nygren dans Emmanuelle 4. Il a également participé à de nombreux autres films et productions télévisées aux États-Unis et en Europe.
En 2005, Patrick Bauchau renoue avec le petit écran avec trois séries à succès : la cinquième et dernière saison de Alias de J. J. Abrams, la cinquième saison de 24 Heures chrono aux côtés de Kiefer Sutherland et la première saison de : Les Experts : Manhattan. Puis, en 2007, il incarne le général Guillaume de Lestrade dans Mystère, saga de l'été de TF1, mêlant fantastique et science-fiction.

### Vie privée
Par son mariage avec Mijanou Bardot, il a eu une fille, Camille, qui vit en Italie.
Il est le beau-frère de l'actrice Brigitte Bardot.

## Filmographie

### Cinéma
- 1963 : La Carrière de Suzanne d'Éric Rohmer : Franck
- 1967 : La Collectionneuse d'Éric Rohmer : Adrien
- 1967 : Tuset Street de Jorge Grau et Luis Marquina : Jorge Artigas
- 1980 : Guns de Robert Kramer : Tony
- 1981 : Le Petit Pommier de Liliane de Kermadec : Pierre
- 1981 : L'État des choses de Wim Wenders : Friedrich Munro
- 1982 : Coup de foudre de Diane Kurys : Carlier
- 1982 : Enigma de Jeannot Szwarc : un soldat russe (voix)
- 1983 : Premiers Désirs de David Hamilton : Jordan
- 1984 : La Nuit porte-jarretelles de Virginie Thévenet
- 1984 : La Femme publique d'Andrzej Zulawski : le père d'Ethel
- 1984 : Emmanuelle 4 de Francis Leroi : Marc
- 1984 : Choose Me d'Alan Rudolph : Zack Antoine
- 1985 : Dangereusement vôtre de John Glen : Scarpine
- 1985 : Lola de José Juan Bigas Luna : Robert
- 1985 : Folie suisse de Christine Lipinska : Federico
- 1985 : Phenomena de Dario Argento : l'inspecteur Rudolf Geiger
- 1986 : Conseil de famille de Costa-Gavras : Octave, le frère (non crédité)
- 1987 : Cross de Philippe Setbon : Simon Leenhardt
- 1987 : Friendship's Death de Peter Wollen : Kubler
- 1987 : Accroche-cœur de Chantal Picault : Léo
- 1988 : Le Maître de musique de Gérard Corbiau : Prince Scotti
- 1989 : Erreur de jeunesse de Radovan Tadic : Paul
- 1989 : Comédie d'amour de Jean-Pierre Rawson : Volard
- 1990 : Lo más natural de Josefina Molina : Pablo
- 1991 : The Rapture de Michael Tolkin : Vic
- 1992 : Le Visionarium de Jeff Blyth : l'interprète de H. G. Wells
- 1993 : Les Soldats de l'espérance de Roger Spottiswoode : Luc Montagnier
- 1994 : The New Age de Michael Tolkin : Jean Levy
- 1994 : Danger immédiat de Phillip Noyce : Enrique Rojas
- 1994 : Lisbonne Story de Wim Wenders : Friedrich Monroe
- 1996 : Enfants de salaud de Tonie Marshall : Pierre-Yves
- 1996 : I magi randagi de Sergio Citti
- 1999 : Les Frères Falls de Mark et Michael Polish : Miles, un médecin
- 2000 : The Beat nicks de Nicholson Williams : Hank
- 2000 : The Cell de Tarsem Singh : Lucien Baines
- 2001 : Panic Room de David Fincher : Stephen Altman
- 2001 : Jackpot de Michael et Mark Polish : Santa Claus
- 2002 : La Secrétaire de Steven Shainberg : le Dr Twardon
- 2003 : Five Obstructions (De Fem benspænd) de Jorgen Leth et Lars von Trier
- 2003 : Les Maîtres du jeu de Damian Nieman : Max Malini
- 2004 : Ray de Taylor Hackford : le Dr Hacker
- 2004 : Perverse Karla (Karla) de Joel Bender : le Dr Arnold
- 2005 : Vampires 3 : La Dernière Éclipse du soleil de Marty Weiss : Raines
- 2006 : Boy Culture de Q. Allan Brocka : Gregory Talbot
- 2007 : Suzanne de Viviane Candas : Frank
- 2007 : Chrysalis  de Julien Leclercq : Charles Decker
- 2007 : The Gray Man de Scott L. Flynn : Albert Fish
- 2007 : Ladrones de Jaime Marques : Anticuario
- 2007 : The Memory Thief de Gil Kofman : M. Fisher
- 2008 : La Possibilité d'une île de Michel Houellebecq : Le prophète
- 2008 : La Vellocità della luna de Andrea Papini : Rinaldo
- 2009 : 2012 de Roland Emmerich : Roland Picard
- 2009 : Le Parfum du succès de Michael Polish : M. Rose
- 2009 : The Perfect Sleep de Jeremy Alter : Nikolai
- 2010 : Mesures exceptionnelles de Tom Vaughan : Erich Loring
- 2011 : La succession Starkov de F. J. Ossang : le professeur Starkov
- 2011 : Glenn de Marc Goldstein : Richard
- 2012 : Ghost Soldiers de Shawn Papazian : Kitcher
- 2012 : Kill the Gringo (Get the Gringo) de Adrian Grunberg : Surgeon
- 2013 : Four Senses de Ruediger von Spies : Joseph
- 2013 : Satellite of Love de Will James Moore : Alex
- 2013 : Une sale grosse araignée (Big Ass Spider!) de Mike Mendez : le Dr Lucas
- 2013 : Illusions (Amnesiac) de Michael Polish : le médecin
- 2014 : Moi et Kaminski de Wolfgang Becker : le professeur Megelbach
- 2015 : Every Thing Will Be Fine de Wim Wenders : le père de Tomas
- 2015 : Mega Shark vs. Kolossus de Chistopher Ray : le Dr Sergie Abramov
- 2015 : La Reine garçon (The Girl King) de Mika Kaurismäki : René Descartes
- 2019 : Transfert (Against the Clock) de Mark Polish : Goldstucker
- 2019 : Les Traducteurs de Régis Roinsard : Georges Fontaine

### Télévision
- 1987 : La Rançon mexicaine, téléfilm de Roger Young : Alan Channing
- 1989 : Columbo (saison 9, épisode 1), Portrait d’un assassin : Max Barsini
- 1992 : Arabesque (saison 8, épisode 14)
- 1993 : Commissaire Moulin (Qu'un sang impur)
- 1994 : Dans l'œil de l'espion : Arno Rutman
- 1995 : Nestor Burma (saison 4, épisode 4), Nestor Burma en direct : Bruno Baxter
- 1996 : Earth 2 (saison 1, épisode 15)
- 1996 : Kindred : Le Clan des maudits (saison 1, épisode 8)
- 1996 - 1999 : Le Caméléon (saisons 1 à 4)
- 2001 : Le Caméléon (hors saison) : Caméléon contre Caméléon
- 2001 : Le Caméléon (hors saison) : L'Antre du diable
- 2003 : Agence Matrix (saison 1, épisode 10)
- 2003 - 2005 : La Caravane de l'étrange (saisons 1 et 2)
- 2004 : Les Experts : Manhattan (saison 1, épisode 6)
- 2004 : Dr House (saison 1, épisode 13)
- 2005 : Alias (saison 5, épisodes 5 et 9)
- 2005 : Dead Zone (saison 4, épisode 4)
- 2005 : Révélations (saison 1, épisode 5)
- 2006 : 24 Heures chrono (saison 5, épisode 7)
- 2007 : Mystère
- 2007 : Women's Murder Club' (saison 1, épisode 13)
- 2008 : Mon meilleur ennemi (saison 1, épisode 7)
- 2009 : Numb3rs (saison 5, épisode 14)
- 2009 : Castle (saison 1, épisode 7)
- 2010 : How to Make It in America (saison 1, épisode 7)
- 2011 : Burn Notice (saison 5, épisode 9)
- 2015 : Crossing Lines : ( saison 3, épisode 8)
- 2016 : The Affair : Etienne (saison 3)